# بری گیلبرت
بری گیلبرت (انگلیسی: Barrie Gilbert) (زاده ۵ ژوئن ۱۹۳۷ – درگذشته ۳۰ ژانویه ۲۰۲۰) مخترع اهل ایالات متحده آمریکا بود. در سال ۱۹۳۷ در بورنموث به دنیا آمد. وی به دلیل مفاهیم مدارهای آنالوگ بیشماری که ابداع کرده است شناخته شده است. وی بیش از ۱۰۰ اختراع را به نام خود به ثبت رسانده است.

## جوایز و افتخارات
در سال ۱۹۷۰ وی جایزه مؤسسه مهندسان برق و الکترونیک را دریافت کرد.